# EuroHockey Nations Trophy (Halle, Herren) 2001
Die EuroHockey Nations Trophy (Halle, Herren) 2001 war die dritte Auflage der Hallen-„B-EM“. Sie fand vom 19. bis 21. Januar in Luzern, Schweiz statt. Während die beiden Erstplatzierten, die Niederlande und Russland, in die „A-EM“ aufstiegen, stiegen die beiden Letztplatzierten, Ukraine und Ungarn, in die neu geschaffene „C-EM“ ab.
Das Turnier wurde erstmals in zwei Vierergruppen ausgespielt.

## Vorrunde

### Gruppe A
| Rang | Land        | Tore  | Punkte |
| ---- | ----------- | ----- | ------ |
| 1    | Niederlande | 37:14 | 9      |
| 2    | Österreich  | 24:19 | 6      |
| 3    | Kroatien    | 17:27 | 3      |
| 4    | Ukraine     | 10:28 | 0      |

| Ukraine     | – | Österreich | 7:9  |
| Niederlande | – | Kroatien   | 16:7 |
| Niederlande | – | Ukraine    | 12:1 |
| Österreich  | – | Kroatien   | 9:3  |
| Niederlande | – | Österreich | 9:6  |
| Kroatien    | – | Ukraine    | 7:2  |

### Gruppe B
| Rang | Land       | Tore  | Punkte |
| ---- | ---------- | ----- | ------ |
| 1    | Russland   | 19:4  | 9      |
| 2    | Schottland | 19:11 | 6      |
| 3    | Slowakei   | 9:17  | 3      |
| 4    | Ungarn     | 10:25 | 0      |

| Russland   | – | Ungarn     | 9:0  |
| Schottland | – | Slowakei   | 7:1  |
| Russland   | – | Slowakei   | 7:2  |
| Ungarn     | – | Schottland | 7:10 |
| Russland   | – | Schottland | 3:2  |
| Slowakei   | – | Ungarn     | 6:3  |

## Platzierungsspiele

### Spiele um Platz 5–8
Ukraine 2:4  Slowakei 

 Kroatien 11:5  Ungarn

### Spiel um Platz 7
Ukraine 9:2  Ungarn

### Spiel um Platz 5
Kroatien 5:3  Slowakei

### Halbfinale
Österreich 1:2 n. Siebenmetern  Russland 

 Niederlande 10:6  Schottland

### Finale
Niederlande 5:3  Russland

## Referenzen
- EHF-Archiv PDF-Datei